# Meridiolophus
Meridiolophus ist ein früher, heute ausgestorbener Vertreter der Unpaarhufer. Er lebte im Unteren Eozän vor und 50 Millionen Jahren, ist aber bisher nur anhand eines fragmentierten Unterkiefers bekannt. Dieser wurde in der südchinesischen Provinz Guangdong entdeckt. Die Gattung wurde unter Vorbehalt der Familie der Isectolophidae zugewiesen, die innerhalb der Unpaarhufer eine sehr basale Stellung einnimmt und zur Stammlinie gehört, aus der einerseits die heutigen Tapire und Nashörner hervorgingen, andererseits auch zu den ausgestorbenen Chalicotheriidae führte. Aufgrund der Ausbildung des Gebisses ist möglicherweise eine nähere Stellung zu den Tapiren und Nashörnern wahrscheinlich, deren gemeinsame Gruppe als Ceratomorpha bezeichnet wird.

## Merkmale
Meridiolophus ist bisher nur anhand eines beschädigten Unterkiefers überliefert, an dem die Zähne vom zweiten Prämolaren bis zum dritten Molaren erhalten sind. Der Unterkiefer gehörte zu einem kleinen Tier aus der Verwandtschaft stammesgeschichtlich früher Unpaarhufer, die aber den heutigen Tapiren und Nashörnern näher stehen als den Pferden. Ihm fehlt der hintere Teil, die Symphyse ist jedoch vollständig erhalten. Sie weitete sich nach vorn etwas, was zu einer engeren Zahnstellung im mittleren Abschnitt des Unterkiefers führte, während der Eckzahn und die Schneidezähne deutlich auseinander standen. Das hintere Ende der Symphyse lag zwischen dem zweiten und dritten Prämolaren. Der Unterkieferkörper wurde zu den Molaren hin massiver, das Rostrum muss durch die abfallende Oberkante und die aufsteigende Unterkante im Bereich vor dem zweiten Prämolaren eher niedrig gewesen sein. Unterhalb der Molaren ist der Unterkiefer aber abgebrochen und so nicht vollständig erhalten. Auf der Höhe des ersten und dritten Prämolaren war jeweils ein Foramen mentale ausgebildet, wobei das hintere tiefer lag und das vordere leicht an Größe übertraf. Anzahl und Aussehen der Schneidezähne sind nicht bekannt, der Eckzahn und der erste Prämolar werden durch die jeweiligen Alveolen markiert. Zwischen den beiden Zähnen lag ein ausgedehntes Diastema von etwa 9 mm Länge. Der obere Rand des Unterkiefers verlief hier leicht eingedellt. Ein zweites, mit 1,4 mm Länge markant kürzeres Diastema erstreckte sich zwischen dem ersten und zweiten Prämolaren. Die Prämolaren selbst waren auffallend kleiner als die Molaren, oval geformt und wiesen nur einen einzigen Haupthöcker auf der Kaufläche auf (Protoconid). Nur der hinterste Prämolar zeigte Tendenzen zu einer Molarisierung und ähnelte dadurch den hinteren Backenzähnen. Diese besaßen eine rechteckige Gestalt und waren deutlich breiter als bei anderen frühen Tapirverwandten. Auf der Kauoberfläche befanden sich zwei paarige Höckerchen, zwischen denen kleine Leisten ausgebildet waren (bilophodont). Die Länge der Prämolaren lag bei 4,2 bis 6,1 mm, die beiden vorderen Molaren wurden 7,4 und 8,3 mm lang beziehungsweise 5,6 und 6,3 mm breit.

## Fossilfunde
Bisher ist Meridiolophus nur anhand eines linken, nicht vollständig erhaltenen Unterkieferastes bekannt. Dieser wurde in der Huayong-Formation im Sanshui-Becken in der südchinesischen Provinz Guangdong entdeckt. Die paläogenen Ablagerungen im Sanshui-Becken sind reich an Mikrofossilien und Fischresten, landlebende Wirbeltiere werden unter anderem durch Vögel angezeigt. Anhand von Ostrakoden kann für die Huayong-Formation eine Altersstellung im Unteren Eozän angenommen werden, was etwa der Zeit vor 56 bis 47 Millionen Jahren entspricht (lokalstratigraphisch Bumbanium). Meridiolophus ist der bis dahin nur zweite fossile Säugetierfund dieser Zeit im Sanshui-Becken. Der andere repräsentiert einen Vertreter der heute ausgestorbenen Pantodonta.

## Systematik

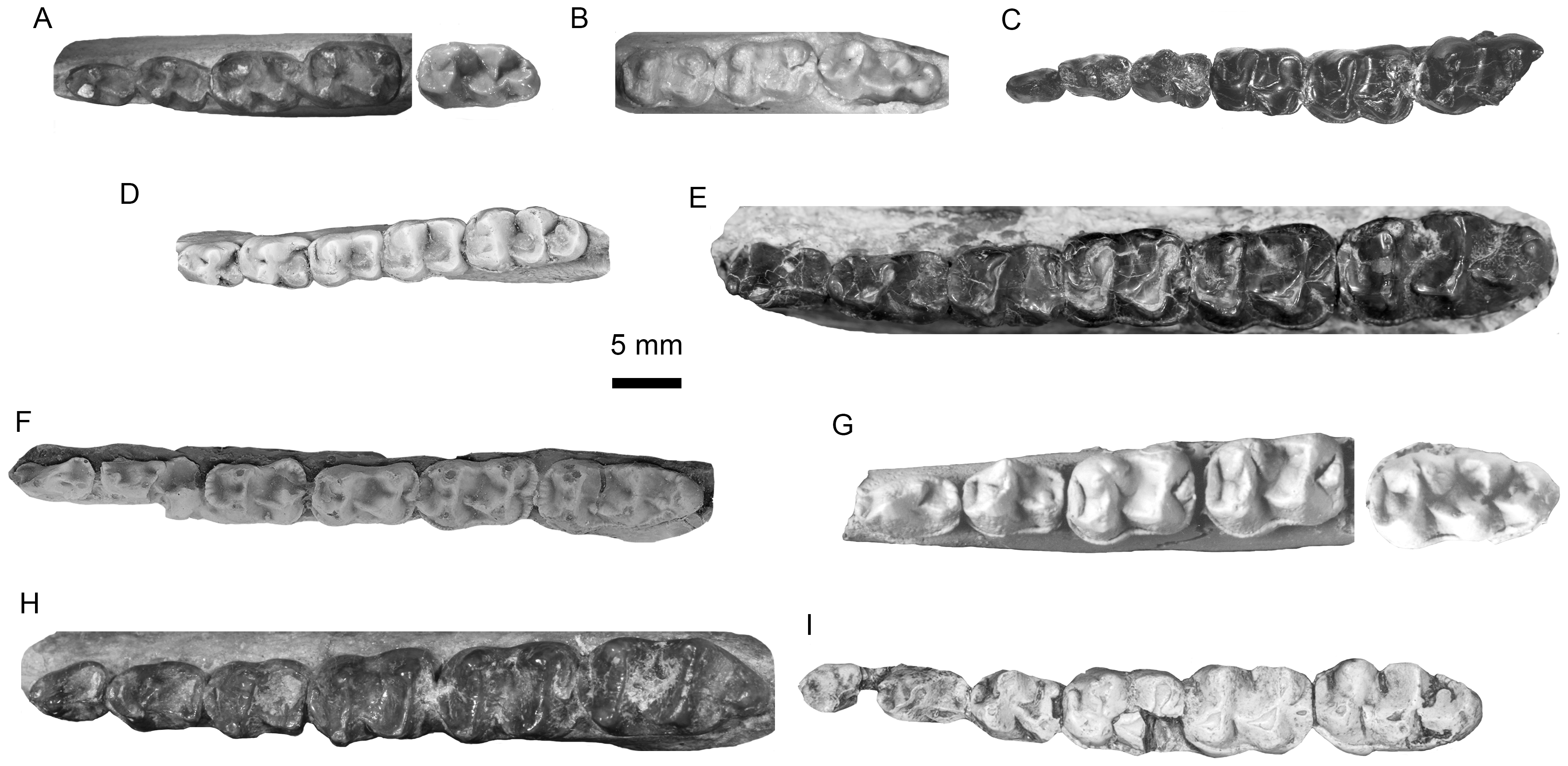
Unterkieferbezahnung verschiedener Vertreter der früher Unpaarhufer (A – Cymbalophus, B – Erihippus, C – Meridiolophus, D – Gandheralophus, E – Homogalax, F – Karagalax, G – Chowliia, H – Heptodon, I – Cardiolophus)

Meridiolophus ist eine Gattung aus der Familie der Isectolophidae innerhalb der Ordnung der Unpaarhufer. Die Isectolophidae schließen kleine, dem Skelettbau zufolge zumeist schnellläufige (cursoriale) Vertreter ein, die als sehr basale Gruppe innerhalb der Zwischenordnung Tapiromorpha gelten. Die Tapiromorpha, eine morphologisch vielfältige Gruppe, umfassen wiederum die heutigen Tapire und Nashörner und deren ausgestorbenen Verwandten (Tapiroidea und Rhinocerotoidea; beide werden zur Unterordnung Ceratomorpha zusammengefasst), aber auch die rein fossil nachgewiesenen Chalicotherien (Chalicotherioidea) und deren Verwandtschaft (zusammengefasst als Ancylopoda). Dabei stehen die Isectolophidae als Schwestergruppe allen anderen Mitgliedern dieser Ceratomorpha-Ancylopoda-Verwandtschaftsgruppe gegenüber und sind so als die stammesgeschichtlich ältesten Mitglieder der Tapiromorpha aufzufassen. Die Isectolophidae wurden von O. A. Peterson im Jahr 1919 eingeführt und schlossen damals Formen wie Homogalax oder das für die Familie namengebende Isectolophus ein. Zahlreiche Wissenschaftler akzeptierten Petersons Klassifizierung, so auch Leonard Burton Radinsky, der die Gruppe aber 1963 als paraphyletisch ansah, da er Homogalax als Basalvertreter der Tapirlinie mit näherer Verwandtschaft zu ursprünglichen Tapirartigen wie Heptodon einstufte, während er Isectolophus als eher urtümliche Seitenlinie betrachtete. Spätere Untersuchungen kamen aber auch zu anderen Ergebnissen, indem Homogalax ein eher urtümlicher Angehöriger wäre, Isectolophus aber den Tapirartigen näher stünde. Auch die Entdeckung und Einbeziehung weiterer Formen wie Cardiolophus oder das erst 2012 aus Pakistan beschriebene Gandheralophus konnte die Verwandtschaftsverhältnisse innerhalb der Isectolophidae nicht eindeutig klären.
Eine auffällige Entwicklungstendenz innerhalb der Isectolophidae ist die Zunahme der Lophodontie der hinteren Backenzähne, das heißt der stärkeren Ausprägung der querstehenden Zahnschmelzleisten zwischen den Höckerchen auf den Zahnkauflächen im Verlauf der Stammesgeschichte. Im Vergleich zu zahlreichen anderen Vertretern der Isectolohidae sind bei Meridiolophus die Zahnschmelzleisten der Molaren weniger gut ausgebildet als etwa bei Isectolophus, Homogalax oder Gandheralophus, es steht dadurch Karagalax nahe, das anhand eines Schädels aus dem Unteren Eozän von Pakistan bekannt ist. Weiterhin ist innerhalb der Isectolophidae eine Tendenz zur Verkürzung der Diastemata im Verlauf der Stammesgeschichte erkennbar. So besitzt Meridiolophus ein langes Diastema zwischen dem Eckzahn und dem ersten Prämolaren und ein kurzes zwischen dem ersten und zweiten Prämolaren. Andere Formen wie Isectolophus oder Homogalax verfügen nur über kurze Zahnlücken, die variierend zwischen den drei Zähnen auftreten. Gandheralophus wiederum zeigt ein langes Diastema hinter dem Eckzahn, die beiden vorderen Prämolaren stehen aber geschlossen. Der bisher nur eine bekannte Unterkiefer von Meridiolophus ist phylogenetisch schwer einzustufen, da Untersuchungen zufolge mehrere mögliche, nähere Verwandtschaftsverhältnisse bestehen könnten. Am wahrscheinlichsten ist momentan aufgrund des Alters des Fundes und zur Vermeidung langer Geisterlinien ein Schwestergruppenverhältnis von Meridiolophus zu den Ceratomorpha, der Gemeinschaftsgruppe der Tapire und Nashörner. Dafür sprechen etwa das lange postcanine Diastema, das ein Kennzeichen zahlreicher entwickelter Vertreter dieser Gruppe ist, und die gegenüber den Molaren kleineren Prämolaren. In einer unmittelbar nahen Beziehung steht zudem auch Karagalax, beide Gattungen würden dann die „Stammgruppe“ der Ceratomorpha bilden. Die stärker lophodonte Bezahnung bei anderen, zumeist späteren Angehörigen der Isectolophidae könnte dem gegenüber für eine nähere Verwandtschaft mit den Ancylopoda und damit den Chalicotherien sprechen. In diesem Fall müssten die Isectolophidae als Familie aber tatsächlich als paraphyletisch angesehen werden.
Die wissenschaftliche Erstbeschreibung von Meridiolophus erfolgte im Jahr 2014 durch Bin Bai und Forscherkollegen. Grundlage bildete der einzige bekannte Unterkiefer aus dem Sanshui-Becken im südlichen China, der den Holotyp darstellt (Exemplarnummer IVPP V 20125). Mit Meridiolophus expansus ist nur eine Art anerkannt. Der Gattungsname Meridiolophus setzt sich aus dem lateinischen Wort meridies („Süden“) und dem griechischen Wort λόφος (lóphos, latinisiert lophus „Leiste“, „Hügel“) zusammen. „Süden“ verweist dabei auf das in Südchina gelegene Fundgebiet, lophus ist ein häufig genutzter Namenszusatz bei Unpaarhufern und bezieht sich auf die Zahnschmelzleisten auf den Kauflächen der Molaren. Der Artzusatz expansus (lateinisch für „ausgedehnt“) gibt das Merkmal der vorn ausgedehnteren Unterkiefersymphyse wieder.